# Bremer voetbalkampioenschap 1899/00
In 1899/00 werd het eerste Bremer voetbalkampioenschap gespeeld, dat georganiseerd werd door de Bremer voetbalbond. Bremer SC 1891 werd kampioen, er was nog geen eindronde om de Duitse landstitel. De precieze uitslagen zijn niet meer bekend. 

## Eindstand
| Plaats | Club                    | Wed. | W | G | V | Saldo | Ptn |
| ------ | ----------------------- | ---- | - | - | - | ----- | --- |
| 1.     | Bremer SC 1891          |      |   |   |   |       |     |
| 2.     | ASC 1898 Bremen         |      |   |   |   |       |     |
| 3.     | Club SuS 1896 Bremen    |      |   |   |   |       |     |
| 4.     | Bremer FV 1891          |      |   |   |   |       |     |
| 5.     | FV Germania 1899 Bremen |      |   |   |   |       |     |
| 6.     | SC Hansa 1898 Bremen    |      |   |   |   |       |     |
| 7.     | KSV Simson Bremen       |      |   |   |   |       |     |
| 8.     | FC 1880 Bremen          |      |   |   |   |       |     |
| 9.     | FV Werder 1899 Bremen   |      |   |   |   |       |     |

|  | Kampioen |